# نخستین کنگره نویسندگان ایران
نخستین کنگره نویسندگان ایران یکی از مهم‌ترین رویدادهای فرهنگی و هنری ایران دوره دههٔ ۱۳۲۰ بود که نقش بارزی در جریان نوین ادبیات و نثر فارسی داشت. این کنگره در سال تیرماه ۱۳۲۵ به دعوت انجمن روابط فرهنگی ایران و شوروی و با شرکت ۷۸ نفر از نویسندگان، شاعران و محققان ایرانی برگزار شد. ریاست این کنگره را محمدتقی بهار بر عهده داشت و شاعران و نویسندگان مطرحِ آن دوران مانند احسان طبری، فاطمه سیاح، جلال آل احمد، صادق چوبک، م. به‌آذین، صادق هدایت، علی‌اکبر دهخدا و نیما یوشیج در آن شرکت کردند.
این کنگره در باغ «خانه فرهنگ» و در حضور قوام السلطنه، نخست‌وزیر وقت و عده‌ای دیگر از وزرا و سفیر شوروی در ایران بر پا شد.

## محتوای کنگره
در این کنگره، طبری و سیاح با اشاره به آثاری از منتقدان روس مانند بلینسکی و چرنیشفسکی وظیفهٔ نقد ادبی و زیبایی‌شناسی هنری را مطرح کنند. در این زمینه انتقاداتی نسبت به فقر فرهنگی در خلق و ترجمهٔ آثار ادبی و وجود انبوهی از آثار تقلیدی از رمانتیسم و ماجراجویی غربی مطرح و بر توسعهٔ واقع‌گرایی اجتماعی در ادبیات ایران تأکید شد. این کنگره برای نخستین بار در ایران، وظیفهٔ هنر و هنرمند را مورد بحث جدی قرار داد و از نویسندگان خواسته شد به وظایف و حقوق اجتماعی خود پی ببرند.
در قطعنامه این کنگره آرزو شده بود که: «نویسندگان ایران در نظم و نثر، سنت دیرین ادبیات فارسی، یعنی طرفداری از حق و عدالت، و مخالفت با ستمگری و زشتی را پیروی نمایند ودر آثار خود ازآزادی و عدل و دانش و رفع خرافات هواخواهی نموده و…». در این قطعنامه قرار شد: «کنگره تأسیس یک کمیسیون تشکیلات موقتی را که بنیاد اتجادیه گویندگان و نویسندگان ایران باشد، پی ریزی کند.»